# Silțe, Horohiv
Silțe (în ucraineană Сільце) este un sat în comuna Țehiv din raionul Horohiv, regiunea Volînia, Ucraina.

## Demografie
Componența lingvistică a localității Silțe
     Ucraineană (99,5%)
     Alte limbi (0,38%)
Conform recensământului din 2001, majoritatea populației localității Silțe era vorbitoare de ucraineană (99,5%), existând în minoritate și vorbitori de alte limbi.